# 廃虚の鳩
「廃虚の鳩」（はいきょのはと）は、ザ・タイガースの楽曲で、7枚目のシングル。1968年10月1日に発売。 

## 解説
両面とも、3枚目のアルバム『ヒューマン・ルネッサンス』に収録されている。
売上30.3万枚、オリコン最高位は3位（1968年10月21日付）。
発売2日後の10月3日には新曲キャンペーンとしてメンバー５人各々が福岡、広島、大阪、仙台、札幌へ飛び、加橋かつみが広島の原爆ドームで歌った。

## 収録曲
1. 廃虚の鳩 (A white dove) [3:28]
作詞:山上路夫　作曲・編曲:村井邦彦
  - 加橋かつみがリード・ボーカルを務めている。加橋がソロになって以降もライブなどで披露している。
  - 原題は「ノアの洪水」[2]。
2. 光ある世界 (The glorious world) [3:13]
作詞:なかにし礼　作曲・編曲:すぎやまこういち
  - 沢田研二がリード・ボーカルを務めている。東宝映画『ザ・タイガース 華やかなる招待』の劇中で、沢田と久美かおりが幻想デートする場面で使用されている。

## カバー
- 當山奈央（2002年） - シングル
- ASKA（2011年） - 配信シングル
- ナターシャ・グジー（2014年）- アルバム『旅歌人(コブザーリ) / Nataliya3』